# Tylecodon bleckiae
Tylecodon bleckiae ist eine Pflanzenart der Gattung Tylecodon in der Familie der Dickblattgewächse (Crassulaceae).

## Beschreibung
Tylecodon bleckiae wächst als sukkulenter Zwergstrauch aus einer verlängerten, ausgebreiteten und knolligen Basis, die 7 cm lang und 3 cm breit wird. Die Pflanzen werden bis 8 cm hoch. Die zahlreichen und oft verwobenen Triebe sind meist unverzweigt und grau gefärbt mit erhabenen schwarzen Schuppen. Die drei bis sieben in endständigen Rosetten stehenden Blätter sind 6 bis 8 mm lang und 3 bis 4 mm breit. Die elliptische Blattspreite trägt auf der Oberseite eine zentrale Furche, ist trübgrün gefärbt und mit drüsigen Harren besetzt.
Die Blütenstände werden aus 1 bis 2 Dichasien gebildet, die an aufrechten und bis 10 cm langen Blütenstandstielen stehen. Die eiförmigen bis dreieckigen Kelchblätter sind mit drüsigen Flaumhaaren besetzt und werden 2,5 mm lang und 1,8 mm breit. Die zylindrische Krone ist 12 mm lang und 4,5 mm breit. Sie ist hellgrün gefärbt und endet mit ausgebreiteten und später zurückgebogenen Zipfeln. Die eiförmigen Zipfel sind spitz geformt, hellrot gefärbt, mit dunkelrosa bis roten Strichen besetzt und haben weiße Ränder. Die schmal eiförmigen Nektarschüppchen sind ausgerandet und cremegelb gefärbt.

## Systematik und Verbreitung
Tylecodon bleckiae ist in der südafrikanischen Provinz Nordkap am unteren Orange River und im südlichen Namibia in der Sukkulenten-Karoo verbreitet. Die Erstbeschreibung erfolgte 1998 durch Graham Williamson. Die Art wurde früher mit Tylecodon buchholzianus verwechselt.